# 中国曲艺家协会

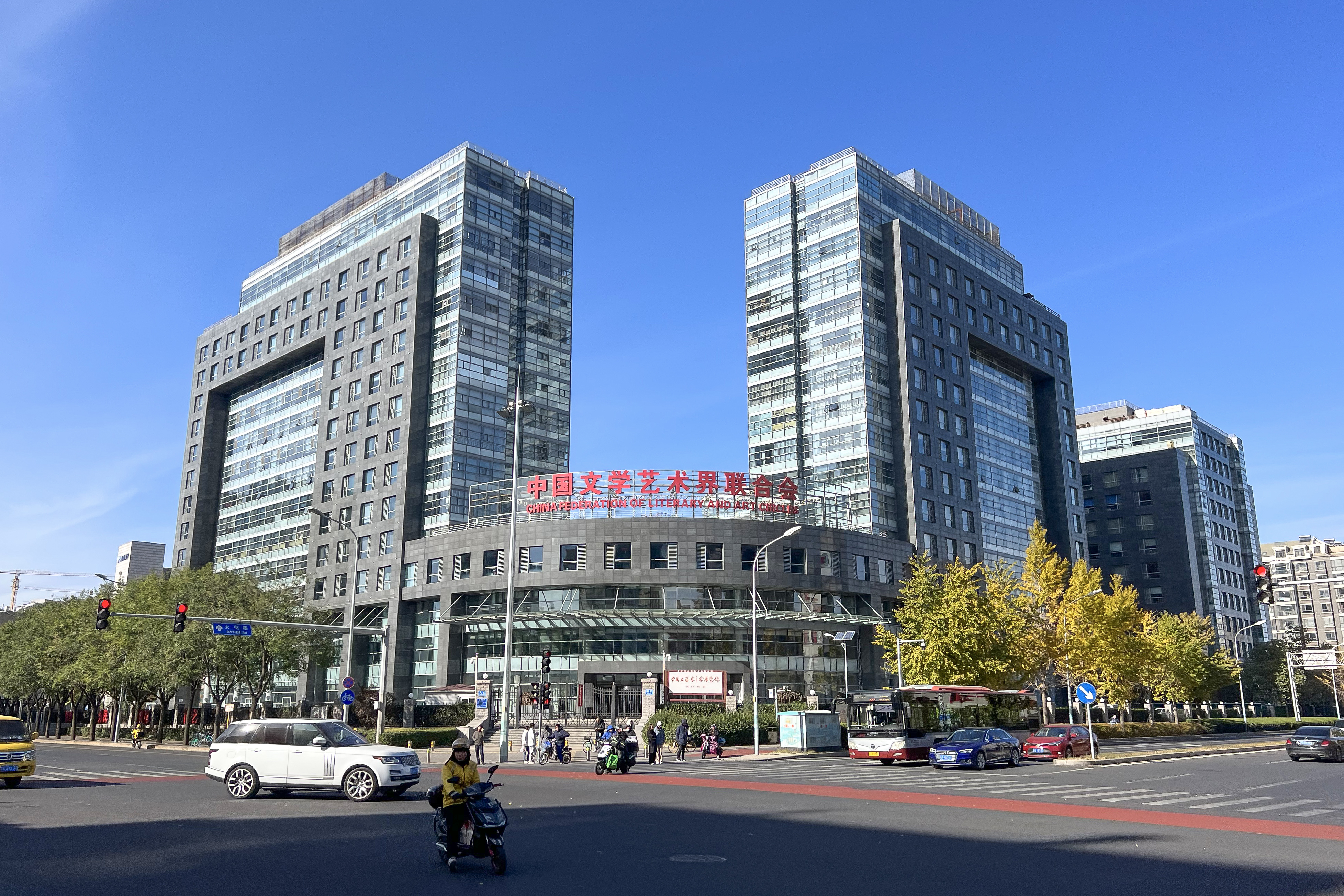
本会的会址位于北沙滩文联大厦

中国曲艺家协会是中华人民共和国曲艺工作者组成的专业性人民团体，为中国文学艺术界联合会的会员团体。

## 历史沿革
1949年7月，中国曲艺改进会筹备委员会成立。1953年9月，中国曲艺研究会成立。1958年8月，中国曲艺工作者协会成立。1966年后因文化大革命停止工作。1978年起恢复工作，1979年更名为中国曲艺家协会。